# مارزام، نورفک
مارزام (به انگلیسی: Marsham) یک روستا و محله مدنی در بریتانیا است که در Broadland واقع شده‌است. مارزام ۷٫۴۰ کیلومتر مربع مساحت و ۶۷۴ نفر جمعیت دارد.